# Neopolyptychus ancylus
Neopolyptychus ancylus là một loài bướm đêm thuộc họ Sphingidae. Nó được tìm thấy ở Nigeria to the Bờ Biển Ngà và Guinea.
Sải cánh dài 28–33 mm đối với con đực và 32–35 mm đối với con cái.